# Wamitaksar
Wamitaksar (nep. वामीटक्सार) – gaun wikas samiti w zachodniej części Nepalu w strefie Lumbini w dystrykcie Gulmi. Według nepalskiego spisu powszechnego z 2001 roku liczył on 1227 gospodarstw domowych i 6421 mieszkańców (3488 kobiet i 2933 mężczyzn).